# جارزينيو

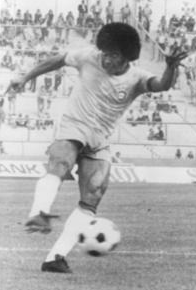
جارزينيو

جيار فينتورا فيلهو (بالبرتغالية: Jairzinho) المعروف بجارزينيو، من مواليد 25 ديسمبر 1944، لاعب كرة قدم برازيلي، وقد كان من أعضاء منتخب البرازيل لكرة القدم الفائز بكأس العالم لكرة القدم 1970، وقد سجل إنجازاً كبيراً غير مسبوق في تلك البطولة حيث سجل هدفا على الأقل في جميع المباريات التي شارك فيها منتخب البرازيل لكرة القدم في تلك البطولة، وهو ما لم يستطع أحد تكراره حتى الآن.

## مسيرتة كلاعب
بدأ جارزينيو مسيرته الكروية مع نادي بوتافوغو كجناح أيسر وهو في عمر الخامسة عشر، وقد لعب في معظم المباريات كجناح أو كقلب هجوم، وعندما كان غارينشيا يصاب كان يلعب في مركز الجناح الأيمن.
و قد شارك جارزينيو مع منتخب البرازيل لكرة القدم في أول مباراة له في عام 1964 وهو في التاسعة عشر أمام منتخب البرتغال لكرة القدم، وشارك في كأس العالم لكرة القدم 1966، وفي كأس العالم لكرة القدم 1970 أظهر جارزينيو مهارته الكبيرة، وحصل على لقب الهداف في تلك البطولة ( هداف البطولة كان جيرد مولر الألماني 10 أهداف )، ومما أدى إلى انتقاله للعب في أوروبا، ولعب لنادي مارسيليا، ولكنه لم ينجح معهم فعاد إلى البرازيل ولعب لنادي كروزيرو، حيث فاز معهم بكأس الليبارتادوريس في عام 1976، وفي كأس العالم لكرة القدم 1974 سجل هدفين، ويعد كأس العالم لكرة القدم 1974 آخر كأس عالم لجارزينيو، ولكنه استمر باللعب على الصعيد الدولي حتى عام 1982، وقد شارك في 81 مباراة دولية وسجل 33 هدف. وقد أنهى جارزينيو مسيرته الكروية مع نادي بورتوغيزا في فنزويلا.

## مسيرتة التدريبية
و بعد أن أعتزل كرة القدم قام بتدريب منتخب الغابون لكرة القدم، ولكنه طرد بعد خسارته أمام منتخب أنغولا لكرة القدم في تصفيات كأس العالم لكرة القدم 2006.

## روابط خارجية
- جارزينيو على موقع الاتحاد الدولي (مؤرشف)  (الإنجليزية)
- جارزينيو على موقع الاتحاد الأوربي (الإنجليزية)
- جارزينيو على موقع قاعدة بيانات كرة القدم.إي يو (الإنجليزية)
- جارزينيو على موقع ليكيب (الفرنسية)
- جارزينيو على موقع ناشيونال فوتبول تيمز (الإنجليزية)
- جارزينيو على موقع عالم كرة القدم.نت (الإنجليزية)